# Rad-Weltcup 1993
Der Rad-Weltcup 1993 bestand aus 11 Eintagesrennen. Der Italiener Maurizio Fondriest gewann erstmals den Weltcup. In der Mannschaftswertung siegte das Team GB-MG.

## Rennen
| Datum       | Radrennen                | Sieger                  |
| ----------- | ------------------------ | ----------------------- |
| 20. März    | Mailand-San Remo         | Maurizio Fondriest      |
| 4. April    | Flandernrundfahrt        | Johan Museeuw           |
| 11. April   | Paris–Roubaix            | Gilbert Duclos-Lassalle |
| 18. April   | Lüttich–Bastogne–Lüttich | Rolf Sørensen           |
| 24. April   | Amstel Gold Race         | Rolf Järmann            |
| 7. August   | Clásica San Sebastián    | Claudio Chiappucci      |
| 15. August  | Leeds Classic            | Alberto Volpi           |
| 22. August  | Meisterschaft von Zürich | Maurizio Fondriest      |
| 3. Oktober  | Paris–Tours              | Johan Museeuw           |
| 9. Oktober  | Lombardeirundfahrt       | Pascal Richard          |
| 16. Oktober | GP des Nations           | Armand de Las Cuevas    |

## Endstand
| Platz | Fahrer              | Punkte |
| ----- | ------------------- | ------ |
| 1.    | Maurizio Fondriest  | 287    |
| 2.    | Johan Museeuw       | 172    |
| 3.    | Maximilian Sciandri | 114    |
| 4.    | Alberto Volpi       | 100    |
| 5.    | Claudio Chiappucci  | 100    |